# 11 януари
11 януари е 11-ият ден в годината според григорианския календар. Остават 354 дни до края на годината (355 през високосна година).

## Събития
- 1158 г. – Владислав II е коронован за крал на Чехия.

- 1477 г. – В хода на войната между Швейцария и Бургундия се състои битката при Нанси, в която загива херцогът на Бургундия Шарл.
- 1567 г. – В Лондон става тегленето на печалбите в първата държавна лотария.
- 1610 г. – Италианският математик и астроном Галилео Галилей открива спътника на Юпитер Ганимед.
- 1693 г. – При земетресение в Сицилия загиват около 60 000 души.
- 1787 г. – Английският астроном Уилям Хершел открива два естествени спътници на Уран – Оберон и Титания.
- 1909 г. – В САЩ се провежда първото женско автомобилно състезание.
- 1910 г. – Основан е град Айоун, щата Вашингтон, САЩ.
- 1919 г. – Румъния анексира Трансилвания.
- 1921 г. – България получава помощ от Германия в размер на 1 500 000 златни марки
- 1922 г. – В Торонто, Канада, за първи път успешно е използван инсулин при лечение на 14-годишно момче, болно от диабет.
- 1923 г. – Войски на Франция и Белгия нахлуват в Рур, за да принудят Ваймарската република да плати репарациите след Първата световна война.
- 1942 г. – Втората световна война: Япония обявява война на Холандия, а японската армия нахлува в Борнео и завзема столицата на Малайзия – Куала Лампур.
- 1957 г. – Съветското правителство взема решение за създаване на балистична ракета.
- 1959 г. – 36 души загиват, когато самолетът при полет 502 на „Луфтханза“ се разбива при заход към международното летище „Рио де Жанейро-Галеао“ в Бразилия.
- 1961 г. – Започва изграждането на доменния цех на металургичния комбинат в Кремиковци.
- 1966 г. – В СССР е създаден център за подготовка на космонавти.
- 1974 г. – В Кейптаун (ЮАР) се раждат шестзначки – първите в света живородени и запазени живи 6 близнака.
- 1981 г. – Международна експедиция поставя рекорд, като прекосява Антарктида за 67 дни.
- 1982 г. – Астурия става автономна област на Испания.
- 1991 г. – Съветската армия щурмува обществени сгради във Вилнюс, за да пресече кампанията за независимост на Литва.
- 2001 г. – В щата Орегон (САЩ) се ражда първата генетично модифицирана маймуна – Анди.

## Родени
- 347 г. – Теодосий I, римски император († 395 г.)
- 1278 г. – Рита Арменска, византийска императрица († 1333 г.)
- 1503 г. – Пармиджанино, италиански художник († 1540 г.)
- 1545 г. – Гуидобалдо дел Монте, италиански учен († 1607 г.)
- 1686 г. – Ханс Егеде, норвежки мисионер († 1758 г.)
- 1755 г. – Александър Хамилтън, американски политик († 1804 г.)
- 1793 г. – Кейв Джонсън, американски политик († 1866 г.)
- 1807 г. – Езра Корнел, американски предприемач († 1874 г.)
- 1810 г. – Йохан Лудвиг Крапф, немски мисионер († 1881 г.)
- 1815 г. – Джон Макдоналд, първи министър-председател на Канада († 1891 г.)
- 1820 г. – Александър Серов, руски композитор и музикален критик († 1871 г.)
- 1842 г. – Уилям Джеймс, американски психолог философ († 1910 г.)
- 1852 г. – Константин Ференбах, канцлер на Германия († 1926 г.)
- 1853 г. – Густав Фалке, немски писател († 1916 г.)
- 1857 г. – Георги Дерманчев, български офицер († 1927 г.)
- 1859 г. – Джордж Кързън, британски политик († 1925 г.)
- 1867 г. – Едуард Титченър, английски психолог († 1927 г.)
- 1888 г. – Коста Янков, български комунист († 1925 г.)
- 1891 г. – Борис Митов, български художник, син на Антон Митов († 1963 г.)
- 1892 г. – Никола Кожухаров, български художник († 1971 г.)
- 1896 г. – Иван Винаров, съветски военен разузнавач и български генерал († 1969 г.)
- 1899 г. – Грете Бибринг, австрийски лекар († 1977 г.)
- 1903 г. – Алън Пейтън, южноафрикански писател († 1988 г.)
- 1905 г. – Змей Горянин, български писател († 1958 г.)
- 1906 г. – Алберт Хофман, швейцарски химик († 2008 г.)
- 1910 г. – Йордан Спасов, български актьор († 1984 г.)
- 1911 г. – Зенко Сузуки, министър-председател на Япония († 2004 г.)
- 1911 г. – Петко Инджов, български хирург († 1987 г.)
- 1912 г. – Иван Мартинов, български писател († 1991 г.)
- 1916 г. – Методий Стратиев, български духовник († 2006 г.)
- 1918 г. – Едуард Мърфи, аерокосмически инженер († 1990 г.)
- 1920 г. – Закария Ситчин, азербайджански писател († 2010 г.)
- 1920 г. – Славко Яневски, македонски писател († 2000 г.)
- 1923 г. – Дрексел Джером Люис Биксби, американски писател и сценарист († 1998 г.)
- 1925 г. – Свобода Бъчварова, българска писателка и сценаристка († 2012 г.)
- 1926 г. – Лев Демин, съветски космонавт († 1998 г.)
- 1929 г. – Людия Иванов, български учен ихтиолог († 2002 г.)
- 1929 г. – Рафаел Ейтан, израелски генерал († 2004 г.)
- 1934 г. – Жан Кретиен, министър-председател на Канада
- 1938 г. – Артър Скаргил, английски политик
- 1938 г. – Фишер Блек, американски икономист († 1995 г.)
- 1939 г. – Ричард Поснър, американски съдия
- 1940 г. – Венелин Живков, български учен
- 1946 г. – Миодраг Иванов, български шоумен и актьор
- 1952 г. – Ким Хартман, английска актриса
- 1956 г. – Боряна Балин, български писател
- 1957 г. – Ани Илков, български поет
- 1957 г. – Брайън Робсън, английски футболист
- 1963 г. – Джейсън Конъри, британски актьор
- 1967 г. – Катарина Хакер, немска писателка
- 1971 г. – Стюарт Дейвис, американски музикант
- 1972 г. – Аманда Пийт, американска актриса
- 1972 г. – Константин Хабенски, руски актьор
- 1973 г. – Рокмонд Дънбар, американски актьор
- 1981 г. – Атанаска Вихърова – българска актриса, участвала в комедийното шоу Тутурутка († 2011 г.)
- 1982 г. – Денис Колодин, руски футболист
- 1983 г. – Адриан Сутил, германски пилот от Формула 1
- 1984 г. – Данаил Митев, български футболист
- 1985 г. – Рие Фу, японска певица
- 1995 г. – Николай Алгафари, български политик

## Починали
- 314 г. – Милтиад, римски папа (* 3 век)
- 705 г. – Йоан VI, римски папа (* ? г.)
- 812 г. – Ставракий, император на Византийската империя (* 8 век)
- 1055 г. – Константин IX Мономах, византийски император (* ок. 1000 г.)
- 1068 г. – Екберт I, граф на Брауншвайг (* ? г.)
- 1494 г. – Доменико Гирландайо, флорентински ренесансов художник (* 1449 г.)
- 1696 г. – Шарл Албанел, френски мисионер (* 1616 г.)
- 1801 г. – Доменико Чимароза, италиански композитор (* 1749 г.)
- 1817 г. – Тимъти Дуайт, американски поет (* 1752 г.)
- 1837 г. – Франсоа Жерар, френски художник (* 1770 г.)
- 1862 г. – Димитър Миладинов, български просветител (* 1810 г.)
- 1916 г. – Козма Дебърски, висш български духовник (* ок. 1835 г.)
- 1921 г. – Хаджи Михал Хаджирусев (р. 1837 г.), български търговец и политик, кмет на Ески Джумая / Търговище (1887 – 1888)[1]
- 1923 г. – Константинос I, крал на Гърция (* 1868 г.)
- 1927 г. – Екатерина Златарева, българска артистка (* 1868 г.)
- 1928 г. – Томас Харди, английски писател (* 1840 г.)
- 1941 г. – Емануел Ласкер, германски шахматист (* 1868 г.)
- 1944 г. – Галеацо Чано, италиански политик (* 1903 г.)
- 1945 г. – Стефан Стефанов, политик, индустриалец (* 1876 г.)
- 1947 г. – Коста Тодоров, български политик (* 1889 г.)
- 1952 г. – Жан дьо Латр дьо Тасини, френски маршал (* 1889 г.)
- 1955 г. – Родолфо Грациани, италиански военен офицер (* 1882 г.)
- 1958 г. – Милош Колчагов, български революционер (* 1886 г.)
- 1959 г. – Едуард Бибринг, австрийски психиатър (* 1894 г.)
- 1960 г. – Сергей Рубинщейн, съветски психолог (* 1889 г.)
- 1966 г. – Лал Бахадур Шастри, индийски политик (* 1904 г.)
- 1968 г. – Коце Ципушев, български революционер (* 1877 г.)
- 1978 г. – Стоян Райнов, български керамик (* 1894 г.)
- 1984 г. – Йордан Спасов, български актьор (* 1910 г.)
- 1988 г. – Изидор Раби, американски физик, Нобелов лауреат през 1944 г. (* 1898 г.)
- 1991 г. – Карл Дейвид Андерсън, американски физик, Нобелов лауреат през 1936 г. (* 1905 г.)
- 1995 г. – Игнасио Мате-Бланко, чилийски психиатър (* 1908 г.)
- 1999 г.
  - Симон Дракул, македонски писател (* 1930 г.)
  - Фабрицио де Андре, италиански певец (* 1940 г.)
- 2005 г. – Фабрицио Меони, италиански мотоциклетен състезател (* 1957 г.)
- 2007 г.
  - Робърт Антън Уилсън, американски писател (* 1932 г.)
  - Стоян Цветков, български аграрен учен (* 1930 г.)
- 2008 г.
  - Иля Талев, български писател и езиковед (* 1937 г.)
  - Едмънд Хилари, новозеландски алпинист и изследовател (* 1919 г.)
- 2009 г.
  - Вълкана Стоянова, народна певица (* 1922 г.)
- 2009 г. – Елзе Папенхайм, австрийски невролог (* 1911 г.)
- 2010 г. – Ерик Ромер, френски кинорежисьор (* 1920 г.)
- 2012 г.
  - Стефан Вълков, български дисидент и политик (* 1925 г.)
  - Сава Хашъмов, български актьор (* 1940 г.)
- 2013 г. – Арон Шварц, американски програмист (* 1986 г.)
- 2014 г.
  - Ариел Шарон, министър-председател на Израел (* 1928 г.)
  - Вугар Гашимов, азербайджански шахматист (* 1986 г.)
- 2015 г. – Анита Екберг, шведска актриса (* 1931 г.)

## Празници
- Международен ден на думата „благодаря“ (1994 г.)
- Албания – Ден на републиката (1946 г.)
- Мароко – Декларация за национална независимост (1956 г.)
- Непал – Ден на националното обединение (1768 г.)